# Gran Premio del Belgio 1997
Il Gran Premio del Belgio 1997 fu il dodicesimo appuntamento della stagione di Formula 1 1997 disputatosi il 24 agosto sul Circuito di Spa-Francorchamps.

## Vigilia
- Nei giorni precedenti il Gran Premio la McLaren conferma i propri piloti per la stagione 1998; questo pone fine alle insistenti voci di un passaggio del Campione in carica Damon Hill alla scuderia di Ron Dennis.
- Con questa gara la Arrows festeggia la trecentesima partecipazione ad un Gran Premio di Formula 1; per la Minardi si tratta invece del duecentesimo Gran Premio.

## Qualifiche

### Resoconto
Villeneuve conquista la settima pole position stagionale davanti ad Alesi, Michael Schumacher, Fisichella, Häkkinen e Ralf Schumacher, mentre Frentzen raccoglie solo il settimo posto a causa di un incidente alla curva Malmedy.

### Risultati
| Pos | Nº | Pilota                | Costruttore        | Pneumatici | Tempo    | Distacco |
| --- | -- | --------------------- | ------------------ | ---------- | -------- | -------- |
| 1   | 3  | Jacques Villeneuve    | Williams-Renault   | G          | 1'49"450 |          |
| 2   | 7  | Jean Alesi            | Benetton - Renault | G          | 1'49"759 | +0"309   |
| 3   | 5  | Michael Schumacher    | Ferrari            | G          | 1'50"293 | +0"843   |
| 4   | 12 | Giancarlo Fisichella  | Jordan-Peugeot     | G          | 1'50"470 | +1"020   |
| 5   | 9  | Mika Häkkinen         | McLaren-Mercedes   | G          | 1'50"503 | +1"053   |
| 6   | 11 | Ralf Schumacher       | Jordan-Peugeot     | G          | 1'50"520 | +1"070   |
| 7   | 4  | Heinz-Harald Frentzen | Williams-Renault   | G          | 1'50"656 | +1"216   |
| 8   | 2  | Pedro Diniz           | Arrows-Yamaha      | B          | 1'50"853 | +1"403   |
| 9   | 1  | Damon Hill            | Arrows-Yamaha      | B          | 1'50"970 | +1"520   |
| 10  | 10 | David Coulthard       | McLaren-Mercedes   | G          | 1'51"410 | +1"960   |
| 11  | 16 | Johnny Herbert        | Sauber-Petronas    | G          | 1'51"725 | +2"275   |
| 12  | 22 | Rubens Barrichello    | Stewart-Ford       | B          | 1'51"916 | +2"466   |
| 13  | 17 | Gianni Morbidelli     | Sauber-Petronas    | G          | 1'52"094 | +2"644   |
| 14  | 14 | Jarno Trulli          | Prost-Mugen-Honda  | B          | 1'52"274 | +2"824   |
| 15  | 8  | Gerhard Berger        | Benetton-Renault   | G          | 1'52"391 | +2"941   |
| 16  | 15 | Shinji Nakano         | Prost-Mugen-Honda  | B          | 1'52"749 | +3"299   |
| 17  | 6  | Eddie Irvine          | Ferrari            | G          | 1'52"793 | +3"343   |
| 18  | 23 | Jan Magnussen         | Stewart-Ford       | B          | 1'52"886 | +3"436   |
| 19  | 19 | Mika Salo             | Tyrrell-Ford       | G          | 1'52"897 | +3"447   |
| 20  | 20 | Ukyo Katayama         | Minardi-Hart       | B          | 1'53"544 | +4"094   |
| 21  | 18 | Jos Verstappen        | Tyrrell-Ford       | G          | 1'53"725 | +4"275   |
| 22  | 21 | Tarso Marques         | Minardi-Hart       | B          | 1'54"505 | +5"055   |

## Gara

### Resoconto
Venti minuti prima del via si scatena un improvviso acquazzone; Ralf Schumacher esce di pista durante il giro di formazione, dovendo quindi prendere il via dalla pit lane, mentre i meccanici della Prost si dimenticano di chiudere il cofano della vettura di Trulli: la centralina della monoposto dell'italiano va in tilt e Trulli dovrà prendere il via con un giro di ritardo. La partenza avviene dietro la safety car che si fa da parte al termine del quarto passaggio quando l'intensità della pioggia diminuisce. Michael Schumacher sopravanza immediatamente Alesi al tornante della Source, passando poi Villeneuve alla curva Rivage e portandosi in testa. Anche Fisichella supera Alesi e Villeneuve, risalendo così al secondo posto.
La pista va asciugandosi man mano che ci si avvicina alla prima serie di soste ai box; Michael Schumacher tiene un ritmo inavvicinabile per tutti, ipotecando la vittoria. Al 25º passaggio, al termine della serie di rifornimenti, il ferrarista conduce davanti a Fisichella, Häkkinen, Alesi, Herbert, Villeneuve e Frentzen. Villeneuve cerca di recuperare ma riesce a passare solo Berger e Alesi, rallentato da una sosta supplementare ai box per la rottura del distanziale. Il canadese conclude solo sesto, alle spalle di Michael Schumacher, Fisichella, Häkkinen, Frentzen e Herbert. A fine gara Häkkinen viene squalificato per uso di benzina non conforme; entra così in zona punti Berger.

### Risultati
| Pos          | Nº | Pilota                | Costruttore       | Pneumatici | Giri | Tempo/Ritiro       | Griglia | Punti |
| ------------ | -- | --------------------- | ----------------- | ---------- | ---- | ------------------ | ------- | ----- |
| 1            | 5  | Michael Schumacher    | Ferrari           | G          | 44   | 1h 33'46"717       | 3       | 10    |
| 2            | 12 | Giancarlo Fisichella  | Jordan-Peugeot    | G          | 44   | +26"753            | 4       | 6     |
| 3            | 4  | Heinz-Harald Frentzen | Williams-Renault  | G          | 44   | +32"147            | 7       | 4     |
| 4            | 16 | Johnny Herbert        | Sauber-Petronas   | G          | 44   | +39"025            | 11      | 3     |
| 5            | 3  | Jacques Villeneuve    | Williams-Renault  | G          | 44   | +42"103            | 1       | 2     |
| 6            | 8  | Gerhard Berger        | Benetton-Renault  | G          | 44   | +1'03"741          | 15      | 1     |
| 7            | 2  | Pedro Diniz           | Arrows-Yamaha     | B          | 44   | +1'25"931          | 8       |       |
| 8            | 7  | Jean Alesi            | Benetton-Renault  | G          | 44   | +1'42"008          | 2       |       |
| 9            | 17 | Gianni Morbidelli     | Sauber-Petronas   | G          | 44   | +1'42"582          | 13      |       |
| 10           | 6  | Eddie Irvine          | Ferrari           | G          | 43   | +1 giro            | 17      |       |
| 11           | 19 | Mika Salo             | Tyrrell-Ford      | G          | 43   | +1 giro            | 19      |       |
| 12           | 23 | Jan Magnussen         | Stewart-Ford      | B          | 43   | +1 giro            | 18      |       |
| 13           | 1  | Damon Hill            | Arrows-Yamaha     | B          | 42   | +2 giri            | 9       |       |
| 14           | 20 | Ukyo Katayama         | Minardi-Hart      | B          | 42   | +2 giri            | 20      |       |
| 15           | 14 | Jarno Trulli          | Prost-Mugen-Honda | B          | 42   | +2 giri            | 14      |       |
| Squalificato | 9  | Mika Häkkinen         | McLaren-Mercedes  | G          | 44   | Squalificato       | 5       |       |
| Ritirato     | 18 | Jos Verstappen        | Tyrrell-Ford      | G          | 25   | Testacoda          | 21      |       |
| Ritirato     | 11 | Ralf Schumacher       | Jordan-Peugeot    | G          | 21   | Incidente          | 6       |       |
| Ritirato     | 10 | David Coulthard       | McLaren-Mercedes  | G          | 19   | Testacoda          | 10      |       |
| Ritirato     | 21 | Tarso Marques         | Minardi-Hart      | B          | 18   | Testacoda          | 22      |       |
| Ritirato     | 22 | Rubens Barrichello    | Stewart-Ford      | B          | 8    | Sterzo             | 12      |       |
| Ritirato     | 15 | Shinji Nakano         | Prost-Mugen-Honda | B          | 5    | Problema elettrico | 16      |       |

## Classifiche

### Piloti
| Pos. | Pilota                | Punti |
| ---- | --------------------- | ----- |
| 1    | Michael Schumacher    | 66    |
| 2    | Jacques Villeneuve    | 55    |
| 3    | Heinz-Harald Frentzen | 23    |
| 4    | Jean Alesi            | 22    |
| 5    | Gerhard Berger        | 21    |
| 6    | Eddie Irvine          | 18    |
| 7    | Olivier Panis         | 15    |
| 8    | David Coulthard       | 14    |
| 8    | Mika Häkkinen         | 14    |
| 8    | Giancarlo Fisichella  | 14    |
| 8    | Johnny Herbert        | 14    |
| 12   | Ralf Schumacher       | 11    |
| 13   | Damon Hill            | 7     |
| 14   | Rubens Barrichello    | 6     |
| 15   | Alexander Wurz        | 4     |
| 16   | Jarno Trulli          | 3     |
| 17   | Mika Salo             | 2     |
| 17   | Shinji Nakano         | 2     |
| 19   | Nicola Larini         | 1     |

### Costruttori
| Pos. | Team              | Punti |
| ---- | ----------------- | ----- |
| 1    | Ferrari           | 84    |
| 2    | Williams-Renault  | 78    |
| 3    | Benetton-Renault  | 47    |
| 4    | McLaren-Mercedes  | 28    |
| 5    | Jordan-Peugeot    | 25    |
| 6    | Prost-Mugen-Honda | 20    |
| 7    | Sauber-Petronas   | 15    |
| 8    | Arrows-Yamaha     | 7     |
| 9    | Stewart-Ford      | 6     |
| 10   | Tyrrell-Ford      | 2     |

## Fonti
Salvo indicazioni diverse le classifiche sono tratte da  Sito di The Official Formula 1, su formula1.com. URL consultato il 29 settembre 2008 (archiviato dall'url originale il 12 aprile 2009).
o da   GPupdate.net , su f1.gpupdate.net. URL consultato il 9 aprile 2009.